# (Miss)understood
(Miss)understood är den japanska sångerskan Ayumi Hamasakis sjunde fullängdsalbum, utgivet den 1 januari 2006. Albumet utgavs som CD- och CD+DVD-version, med olika omslag.

## Låtförteckning
1. Bold & Delicious – 4:40
2. STEP you – 4:24
3. Ladies Night – 4:29
4. is this LOVE? – 4:51
5. (miss)understood – 4:02
6. alterna – 5:28
7. In The Corner – 3:22
8. tasking – 1:25
9. criminal – 5:13
10. Pride – 4:10
11. Will – 4:07
12. HEAVEN – 4:18
13. Are You Wake Up? – 2:05
14. fairyland – 5:17
15. Beautiful Day – 4:34
16. rainy day – 4:01